# Alternative libertaire (France)
Ne doit pas être confondu avec Alternative libertaire (journal) ou Alternative libertaire (Belgique).
Pour les articles homonymes, voir Alternative libertaire et AL.
Alternative libertaire est une ancienne organisation anarchiste française, active de 1991 à 2019, principale formation de tendance communiste libertaire en France.
D'orientation néo-plateformiste et syndicaliste révolutionnaire, elle fut fondée en 1991 à l'issue d'un processus de recomposition associant, entre autres, le Collectif jeunes libertaires et l'Union des travailleurs communistes libertaires. Alternative libertaire fusionna avec la Coordination des groupes anarchistes en 2019 pour former l'Union communiste libertaire.

## Idéologie
(mai 2024).

### Orientation
AL disait fonder sa politique « sur l'action directe des classes et groupes sociaux dominés, dans une finalité anticapitaliste, révolutionnaire et autogestionnaire ». Et citait en référence :
- Bakounine et ses partisans au sein de la Première Internationale ;
- le syndicalisme révolutionnaire de la CGT d'avant 1914 ;
- la Makhnovchtchina et la Plate-forme organisationnelle des anarchistes russes en exil en 1927 ;
- l'anarcho-syndicalisme espagnol, l'expérience de la révolution sociale de 1936 et sa critique par le groupe des Amis de Durruti ;
- la Fédération communiste libertaire (FCL) et le Manifeste communiste libertaire de Georges Fontenis en 1954 ;
- l'Union des travailleurs communistes libertaires (UTCL), les travaux de Daniel Guérin et Le Projet communiste libertaire de 1986[5].

### Projet social
Dans l'ouvrage collectif intitulé Un projet de société communiste libertaire, AL proposait, en alternative au système capitaliste et étatiste :
- la socialisation des moyens de production et d'échange ;
- la redistribution des services et des richesses produites selon un mode soit communiste (de grands services publics libres et gratuits en matière de santé, éducation, transport, logement, culture), soit collectiviste, c'est-à-dire impliquant une régulation, pour les biens de consommation (eau, alimentation, vêtement, véhicules individuels…) ;
- une démocratie directe, fondée sur le fédéralisme, avec des modalités adaptées aux différents échelons (local, régional, interrégional…) afin de valider les grands choix de société (modèle énergétique, aménagement du territoire…) ;
- une planification autogérée de la production, indexée sur les besoins des populations et sur les limites de la planète, et non sur la quête de profit financier ;
- l'autogestion des lieux de production par les travailleuses et les travailleurs eux-mêmes et la transformation radicale, par les premiers intéressés, des modalités du travail.

## Organisation

### Fonctionnement
Alternative libertaire se voulait une « organisation révolutionnaire autogérée », avec un fonctionnement « fédéraliste ».
Tous les deux ans, un congrès tranchait les grandes questions d'orientation politique et mandatait un collectif fédéral chargé d'animer la fédération dans ce cadre. Une coordination fédérale se réunissait également trois fois par an.
En 2014, l'organisation indiquait que ses recettes provenaient des cotisations militantes (62 %), des ventes de son journal (15 %), de l'association des Ami.e.s d'AL formée autour de son journal (16 %) et des éditions d'AL (7 %).

### Presse, internet et éditions

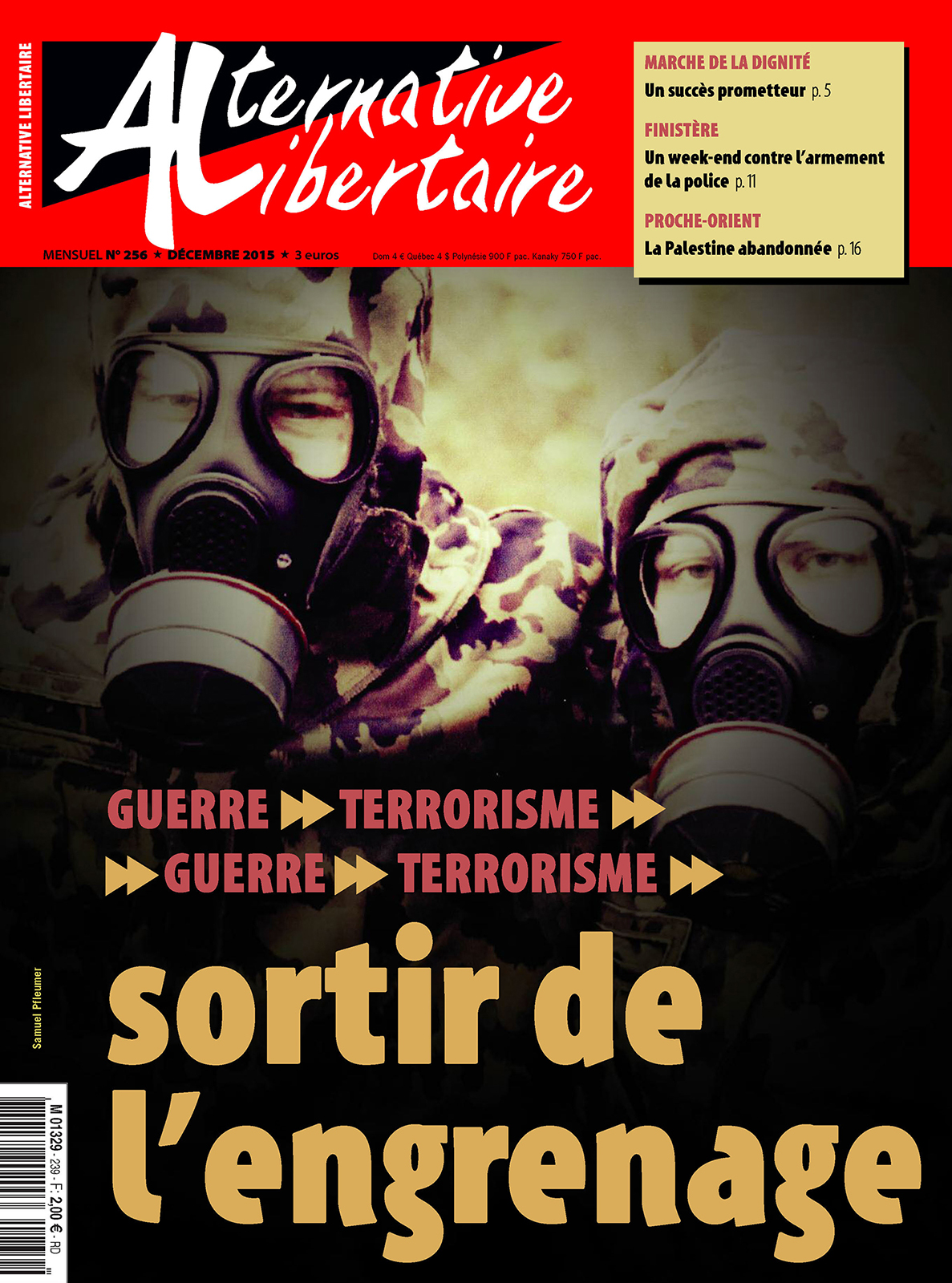
Alternative libertaire, numéro de décembre 2015.

Alternative libertaire disposait d'un mensuel éponyme, fondé en mars 1991 et d'un site web créé en 1998.
En 2000 a été fondée l'association des Ami·es d'Alternative libertaire, pour aider au financement du journal.
En novembre 2015, le mensuel Alternative libertaire était distribué à 10 000 exemplaires dans 2 550 kiosques en France. Il était vendu 3 euros en kiosque, mais 2 euros à la criée.
Les éditions d'Alternative libertaire éditent pour l'essentiel des livres, des affiches et des autocollants, accessibles en vente par correspondance sur le site des Éditions d'AL.
En 2019, à la suite de la formation de l'Union communiste libertaire, le mensuel Alternative libertaire est devenu l'organe de presse de la nouvelle organisation.

### Réseau international
Hors des frontières hexagonales, des groupes AL existent en Guyane et en Belgique.
À l'échelon international, AL a jadis été membre du réseau Solidarité internationale libertaire, et s'inscrit depuis 2005 dans le réseau communiste libertaire Anarkismo, qui se réclame à la fois du plateformisme et de l'especifismo.
Soutenant le mouvement zapatiste au Mexique, AL est également adhérente à la Sixième Déclaration de la forêt Lacandone.

## Historique

### Les années de formation (1989-1994)

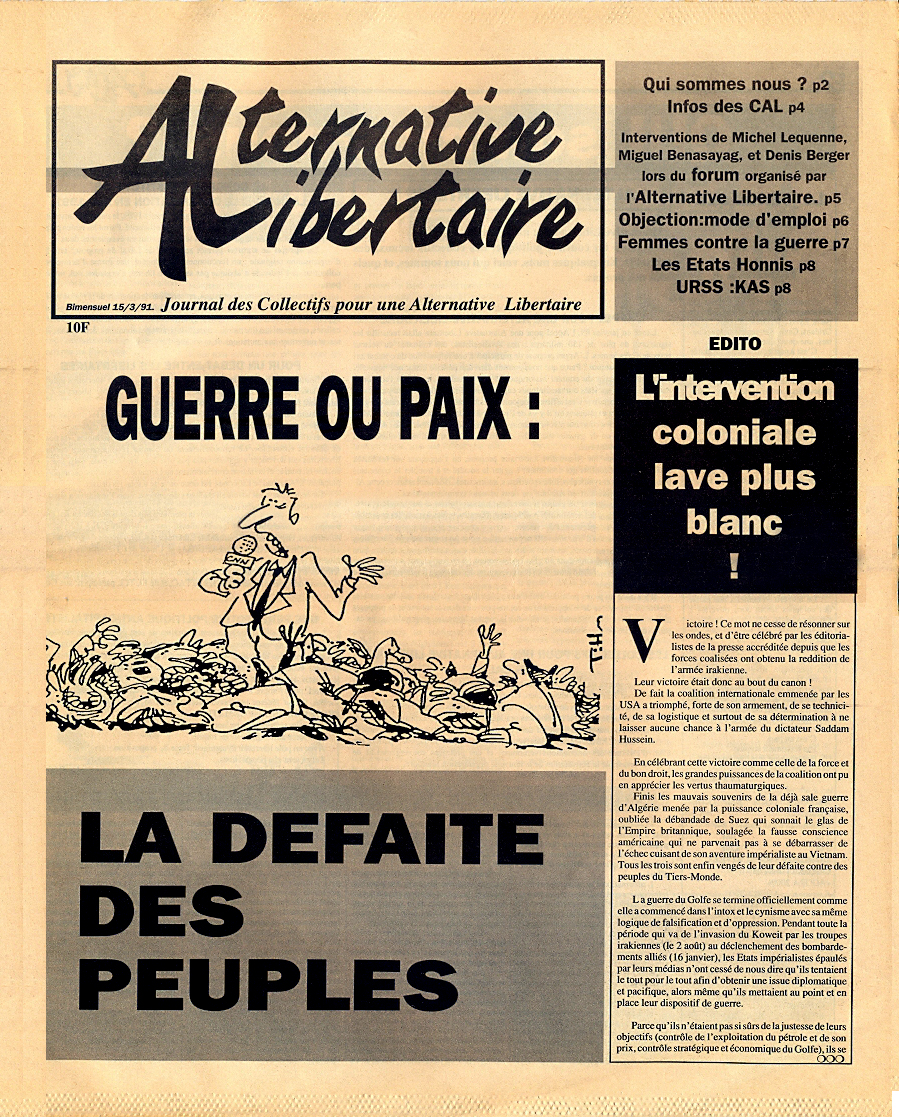
Le premier numéro du mensuel Alternative libertaire, en mars 1991, avant même la fondation de l'organisation.

Le coup d'envoi d'Alternative libertaire est donné par la publication, en mai 1989, de l'«Appel pour une alternative libertaire» dans Lutter!, périodique de l'Union des travailleurs communistes libertaires (UTCL). L'appel rassemble une centaine de signataires indépendants ou issus de différentes organisations anarchistes-communistes.
L'année 1990 voit la formation, dans plusieurs régions, de collectifs pour une alternative libertaire (CAL) qui, à l'automne, participent au mouvement d'opposition à la guerre du Golfe.
En mai 1991, assemblée générale fondatrice d'Alternative libertaire, à Orléans. Deux organisations, l'UTCL et le Collectif jeunes libertaires, se dissolvent pour se fondre dans AL, qui tient son premier congrès en septembre, à Toulouse.
En 1992, les syndicalistes cheminots d'AL participent à l'organisation de la première eurogrève du rail. À Paris, les militants d'AL participent à la lutte des mal-logés du quai de la Gare, qui conduit à la fondation de Droit au logement. Cette même année est marquée par le référendum sur le traité de Maastricht ; AL mène campagne contre le traité et appelle à voter contre.
En avril 1993 se tient le IIe congrès d'AL à Montreuil. À l'automne, AL participe au mouvement contre le projet de révision de la loi Falloux, visant à drainer davantage d'argent public vers l'enseignement privé.
En 1994, les militants d'AL participent à la création d'Agir ensemble contre le chômage (AC!) et aux premières marches contre le chômage. Une nouvelle génération militante voit par ailleurs le jour à l'occasion de la lutte contre le projet de Contrat d'insertion professionnelle (« Smic-jeunes »).

### Un nouveau cycle de luttes (1995-1999)
L'année 1995 marque un renouveau du mouvement social qui va fortement marquer l'activité d'AL. À Paris, l'organisation soutient l'occupation, par les associations de mal-logés, d'un vaste immeuble de la Cogedim, rue du Dragon, qui devient pendant quelques mois un lieu de convergence des mouvements sociaux. En juin, le IIIe congrès d'AL, à Caen, prône un « front social » de l'ensemble des mouvements revendicatifs, autour d'un programme autonome. En novembre-décembre, les militants d'AL promeuvent l'auto-organisation des grévistes dans le vaste mouvement qui paralyse la France en opposition au plan Juppé.
Le brûlant hiver a conduit à des ruptures au sein de la gauche de la CFDT, qui s'est opposée aux grèves et a soutenu le plan Juppé. Si bien qu'en 1996, les syndicalistes d'AL participent activement à la création des syndicats SUD. Durant l'été, soutien à l'occupation de l'Église Saint-Bernard, qui remet la question des sans-papiers sur le devant de la scène.
Le mouvement social de décembre est une des causes de la victoire de la coalition de « gauche plurielle » aux élections législatives de 1997. Contrairement à la LCR, Alternative libertaire ne soutient pas la victoire de la gauche, pronostiquant un rapide abandon des promesses électorales. L'organisation soutient les Marches européennes contre le chômage parties d'Espagne, et coanimées par les anarcho-syndicalistes de la CGT espagnole. En novembre, AL tient son IVe congrès à Besançon.
L'hiver 1997-1998 est marqué par un mouvement revendicatif des chômeurs et précaires qui occupent les agences Assedic et ANPE. Les militants d'AL, notamment ceux investis dans AC!, y participent activement. En août 1998, le PCF et la LCR s'efforcent d'agrémenter leurs listes aux élections européennes de figures des luttes sociales. AL s'y oppose, par refus de l'immixtion des mouvements sociaux dans les institutions, et plusieurs de ses militants participent à l'élaboration de l'« Appel pour l'autonomie du mouvement social », qui regroupe plusieurs dizaines de signataires. L'Appel est publié dans Libération du 3 août 1998 et provoque une vive controverse au sein de la gauche radicale.
En 1999, AL soutient les secondes Marches européennes contre le chômage qui convergent à Cologne. En août, l'organisation participe au grand rassemblement sur le Larzac organisé par la Confédération paysanne, en soutien à ses militants (dont José Bové) mis en examen à la suite de l'affaire du démontage du McDo de Millau.

### Le tournant vers la visibilité (2000-2003)
Aussi, en juin 2000, le Ve congrès d’AL, à Paris, décide un « tournant vers la visibilité », qui va notamment se traduire par la création, autour du journal, de l'association des Ami.e.s d'Alternative libertaire, par le passage du journal en kiosque en avril 2001, la rénovation du site web et l'ouverture de locaux publics rue d'Aubervilliers, à Paris, en octobre 2003.
En 2001, AL soutient la lutte des salariés de Lu-Danone, Marks & Spencer, Pechiney et d'autres contre les licenciements, avec notamment le slogan d'un « droit de veto » des travailleurs sur les licenciements collectifs, et la réquisition/autogestion des entreprises qui sont fermées alors qu'elles font des profits. En avril, une délégation d'AL participe à la fondation, à Madrid, du réseau Solidarité internationale libertaire.
En 2002, leur appel à voter pour Jacques Chirac, des participations électoralistes ou leur positionnement nationaliste (Israël/Palestine) contribuent à l'éloigner des anarchistes.

### Une nouvelle jeunesse (2004-2006)
Alors que le réseau SIL s'est mis en sommeil, l'année 2005 voit la constitution du réseau communiste libertaire international Anarkismo, auquel s'affilie AL.Cette année-là, les jeunes d'AL sont actifs au sein des comités d'action lycéens, qui initient un mouvement qui met en échec la loi Fillon. L'un des animateurs du mouvement, Samuel Morville, militant d'AL, bénéficie d'une forte exposition médiatique,, qui ne lui évitera pas une arrestation ciblée et un procès pour « outrage à personne dépositaire de l'autorité publique ». AL dénoncera un « procès clairement politique » et, avec l'avocate Irène Terrel, les fautes de procédure et les manquements à la justice. Condamné en correctionnelle à cinq mois avec sursis, sa peine sera ramenée en appel à un mois avec sursis.

### Douze dernières années (2007-2019)
À l'occasion de l'élection présidentielle de 2007, AL ne donne aucune consigne de vote et fait campagne sur le thème « le changement s'imposera par les luttes ». En octobre, le mensuel Alternative libertaire dévoile une nouvelle formule, entièrement remaniée avec de nouvelles rubriques et un prix en baisse.
L'année 2008 est marquée par les premières grèves de travailleurs sans papiers en Ile-de-France, organisées par la CGT, Droits devant!!, SUD et la CNT. Le IXe congrès d'AL à Saint-Denis prône la constitution de « fronts anticapitalistes » pour faire entendre une voix commune chaque fois que possible.
Après la grève générale en Guyane et aux Antilles françaises en 2008-2009, publication du livre-témoignage Matinik Doubout aux éditions d’AL. L'organisation participe au contre-sommet de l'OTAN à Strasbourg.
Une nouvelle réforme amenuisant le droit à la retraite provoque, au printemps 2010, un mouvement social dans lequel s'illustrent notamment les ouvriers des raffineries. AL déploie alors une forte activité de propagande, son secrétariat Entreprises publiant une synthèse quotidienne de la situation. Cette même année, avec les organisations européennes du réseau Anarkismo, AL mène campagne pour la liberté de circulation des migrants, avec notamment une affiche éditée en plusieurs langues. En octobre, le Xe congrès d'AL, à Angers, fait le point sur le mouvement social du printemps.
Alternative libertaire salue le « Printemps arabe » de 2011, estimant que la révolution sociale doit talonner la révolution politique, et soutient l'apparition d'un courant libertaire dans les pays en révolution – notamment en Égypte et en Tunisie. En mars, c'est la catastrophe nucléaire de Fukushima, qui relance le débat sur la sortie du nucléaire.
Lors de l'élection présidentielle de 2012, AL ne donne aucune consigne de vote, mais participe à la mise sur pied de la première Foire à l'autogestion, à Montreuil. L'organisation s'engage également dans l'opposition au projet d'aéroport du Grand Ouest, en Loire-Atlantique, et soutient la lutte contre la fermeture de l'usine PSA à Aulnay-sous-Bois
Bien que très critique sur l'institution du mariage, AL soutient, en 2013, le « mariage pour tous ou pour personne » au nom de l'égalité des droits. Cette année-là, des fronts anticapitalistes se constituent à Toulouse, à Nantes ou encore à Marseille avec notamment la FA, le NPA et l'Organisation communiste marxiste-léniniste – Voie prolétarienne (OCML-VP).
AL participe, en 2014, au lancement d'une campagne libertaire antifasciste aux côtés aux côtés de la CGA et de la CNT. Durant l'été, l'organisation proteste contre l'opération militaire israélienne à Gaza, et prend part à la manifestation du 19 juillet, interdite par le gouvernement français. Quelques semaines plus tard, à l'occasion de la Bataille de Kobané en Syrie, elle s'engage dans le soutien à la gauche révolutionnaire kurde avec l'ensemble du mouvement libertaire francophone. Une campagne de soutien financier est mise sur pied pour épauler les milices YPG-YPJ en Syrie, puis le Village des femmes (Jinwar).
Alors que l'année 2015 est marquée par des attentats djihadistes en janvier et en novembre, AL critique fortement la rhétorique de l'« union sacrée » et de la « guerre contre le terrorisme » et dénonce la stigmatisation de la minorité musulmane. L'organisation participe à plusieurs manifestations interdites au nom de l'état d'urgence, dont celle du 29 novembre 2015,.
En 2016, Alternative libertaire participe activement à la lutte contre la loi El Khomri. Durant ce mouvement social, cinq de ses militants sont poursuivis en justice à Rennes, Lille et Montpellier (dont un est placé en détention provisoire). Par ailleurs, plusieurs membres d'AL prennent part au regroupement syndicaliste intitulé « On bloque tout » cherchant à radicaliser l'action syndicale contre le gouvernement. À l'automne, l'organisation lance une campagne contre les violences faites aux femmes, « La peur va changer de camp ».
À partir de juillet 2018, AL et la Coordination des groupes anarchistes entament un processus d'unification. À l'occasion d'un congrès conjoint, les deux organisations fusionnent le 10 juin 2019 pour créer l'Union communiste libertaire,.

## Prises de position
(mai 2024).

### Capitalisme
AL est hostile au capitalisme et « à ses fondements : l'exploitation du travail humain au profit de minorités dirigeantes et privilégiées ; la destruction progressive des ressources naturelles ; le développement mondial inégal et l'impérialisme ; l'aliénation de l'individu ; la domination étatique sur la société ». AL renvoie dos à dos le système du « capitalisme libéral » et celui du « capitalisme d’État » qui prévalait jadis dans le bloc soviétique.
Vis-à-vis du marxisme, AL estime que le mouvement libertaire « a tout à gagner en intégrant, tout en le dépassant, le meilleur de Marx, du marxisme révolutionnaire et du conseillisme ».

### Lutte des classes

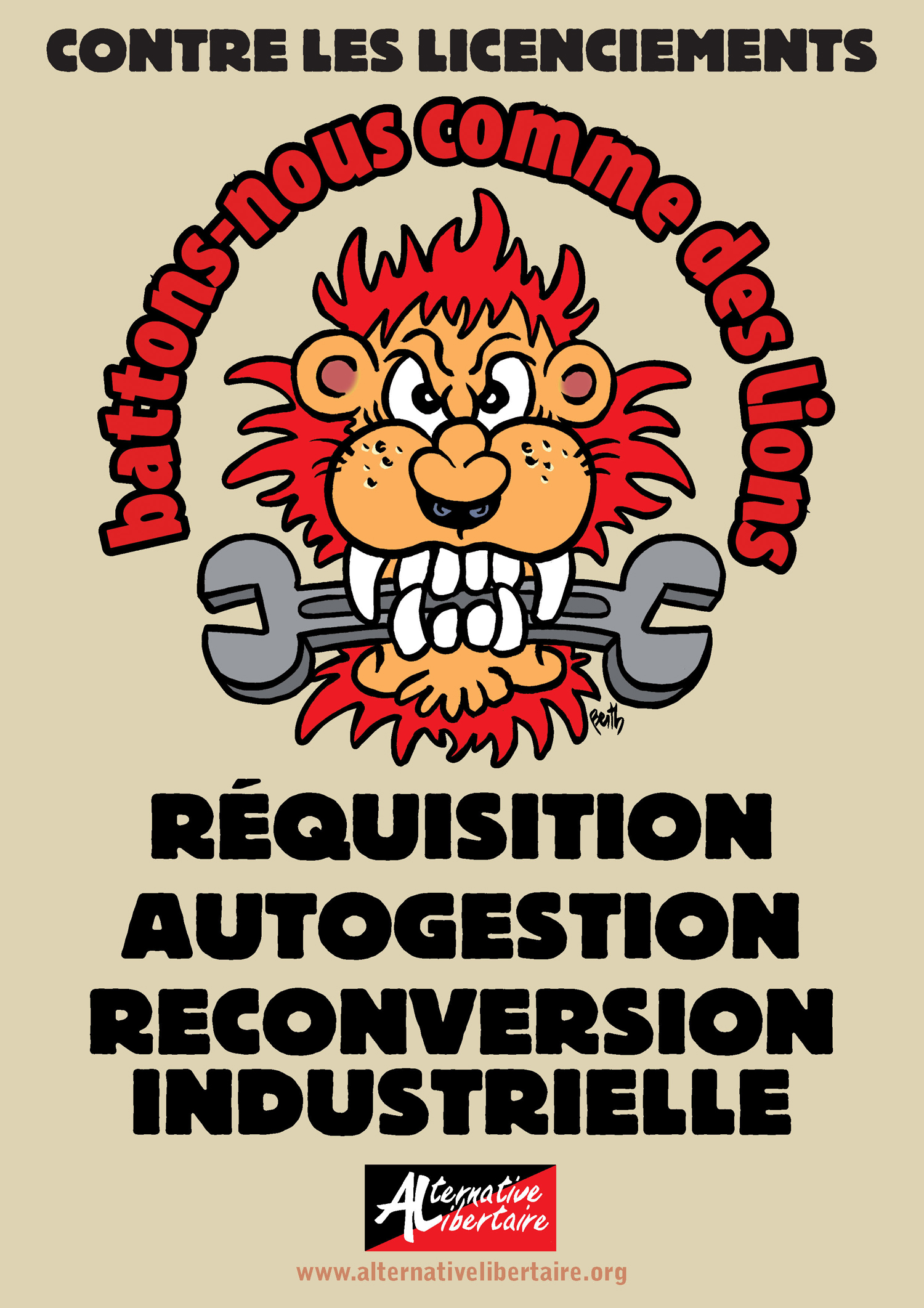
Affiche éditée pour la lutte contre la fermeture de l'usine PSA d'Aulnay-sous-Bois, fin 2012.

Pour AL, « la lutte des classes s'exerce sous des formes nouvelles. La vision d'une classe uniquement ouvrière, minoritaire, avant-garde sociologique et unique force d'entraînement est un anachronisme qu'il faut remplacer… ».
AL, qui se réclame du « syndicalisme révolutionnaire », estime que « seules les luttes directes menées à la base peuvent imposer de véritables transformations contraires aux intérêts capitalistes ». Les militantes et les militants d’AL sont généralement actifs à la CGT et à SUD, parfois à la FSU et à la CNT.
Dans une stratégie d'opposition extraparlementaire, AL prône une fédération des mouvements sociaux pour former un « front social » qui constituerait « un acteur politique déconnecté des institutions républicaines donc tourné vers l’action directe des opprimé.es » doté d’un « projet de société qui lui soit propre, donc opposable aux projets institutionnels des partis de gauche ».
Dans les luttes contre les licenciements, AL défend les revendications de blocage des dividendes des actionnaires ; droit de veto des travailleurs sur les licenciements collectifs ; réquisition et autogestion des entreprises fermées alors qu'elles sont viables.
Sur la question du chômage et de la précarité, AL prône l'auto-organisation des précaires privés d'emploi dans les structures de leur choix (unions syndicales ou mouvements autonomes) et revendique la réduction du temps de travail à 32 heures/semaine avec embauches correspondantes, titularisations collectives, droit de veto des travailleurs sur les licenciements collectifs…).

### Féminisme et questions LGBT
AL soutient qu’un mouvement féministe autonome est nécessaire, voyant dans le capitalisme et dans le patriarcat « deux processus différents mais imbriqués », dont l'abolition nécessite des combats spécifiques mais solidaires. AL y voit une « lutte fondamentalement mixte, ce qui n'exclut pas des cadres de non-mixité » si le besoin s'en fait sentir. Sur la question de la prostitution, AL s'inscrit dans le courant abolitionniste et est favorable à l’interdiction d’achat d’acte sexuel.
Sur les questions LGBTI, AL dénonce les discriminations, la « norme hétérosexuelle » et la « structuration binaire et manichéenne de la société : les hommes/les femmes, les hétéros/les homos... »

### Écologie
AL estime qu'un combat écologiste conséquent « ne peut qu'être radicalement anticapitaliste. Il doit s'en prendre à la logique et à la nature même du système, et lui opposer un autre modèle de développement, une autre conception du travail et des technologies, une autre forme de consommation et un autre rapport entre la société et la nature ».
Opposée à l'énergie nucléaire en raison de son caractère polluant, dangereux, centralisateur et antidémocratique, AL prône, en France, la sortie du nucléaire en cinq ans.
Sur la mondialisation : AL refuse l'antagonisme protectionnisme/libre-échange qu'elle estime être « les deux faces d'une même monnaie » puisque tous deux maintiennent le « dogme de la propriété privée des moyens de production et de distribution ». En alternative, les communistes libertaires prônent l'« autonomie productive de chaque région du monde » qui suppose la « relocalisation des productions » et « des circuits d'échange courts ». Dans la mesure où cette autonomie productive « entrave les intérêts des capitalistes », elle ne pourra, selon AL, « advenir que contre eux, sous la pression des peuples et sous le contrôle des travailleuses et des travailleurs ». Ce concept d'autonomie productive est inspiré de celui de souveraineté alimentaire, défendu par l'internationale paysanne Via Campesina.

### Logement
Face à la crise du logement, AL prône une batterie de mesures immédiates, devant faire reconnaître le logement comme « un droit fondamental » : blocage des loyers, réquisition des logements vides, taxation des mètres carrés vides, application de la loi SRU. Cependant, l'organisation estime que « la véritable solution à la crise, c'est la socialisation des logements » et leur attribution par un service public dédié.

### État et institution républicaines
Anti-étatiste, AL dénonce le « mythe de l’État républicain, neutre, démocratique, au-dessus des intérêts particuliers » et estime que « l’État, c'est au contraire l'organisation de la violence politique des classes dirigeantes qui s'impose à la base de la société ». L'organisation lui oppose « un projet alternatif, pour une démocratie autogestionnaire et fédéraliste reposant sur la collectivisation des grands moyens de production »,.
Bien qu'anti-étatiste, AL s’oppose à la « privatisation des services publics, qui remet en cause toute logique d’utilité sociale ». L'organisation analyse en effet l’État moderne comme étant « l'enjeu de luttes et de tensions de classe contradictoires ». Il est à la fois l'instrument du pouvoir des classes dirigeantes et, malgré lui, le garant de droits sociaux et de services publics imposés par les luttes collectives.

### Racisme et discriminations
AL estime qu'« en plus de sa valeur intrinsèque pour l'émancipation en général, l'antiracisme est […] vital pour la cohésion du prolétariat. Si on perd ce point de vue de classe, on peut vite dériver soit dans l'antiracisme identitaire, voire communautaire, soit dans l'antiracisme sentimental, voire paternaliste ».
En 2015, AL considère que « les agressions contre deux populations sont particulièrement remarquables : d'une part les populations musulmanes ; d'autre part les Roms ». AL dénonce l'islamophobie, mais utilise ce terme « avec prudence, car il est porteur d'ambiguïtés, dont certains religieux cherchent à jouer ».
Sur la question des migrations, AL dénonce le « mythe de l'invasion étrangère », prône la « liberté de circulation et d'installation » et la « régularisation de toutes et tous les sans-papiers ».
Sur la question de la visibilité, AL estime que dans les syndicats ouvriers, les associations de mal-logés, féministes, antiracistes, etc. « les rôles de coordination et de représentation publique sont […] trop peu bigarrés » et que c'est un « problème que le mouvement social doit résoudre ».
Sur la question du droit de vote des étrangers, AL y est favorable au nom de l'« égalité des droits » et parce que cette revendication permet de « dissocier la citoyenneté de la nationalité, en la liant au lieu de vie plus qu'à l'origine ».

### Religions
Organisation athée, AL estime que « les religions comptent parmi les principaux vecteurs des aliénations ». L'organisation critique les religions en tant que systèmes, mais se refuse à « contrôler les éventuelles croyances » de ses membres dès lors qu'elles s'exercent « dans un cadre privé » et « sans interférer avec le fonctionnement de l'organisation ».
Sur la laïcité : AL juge « nécessaire » ce concept qu'elle entend comme « l'éviction des religions des affaires publiques et l'affirmation sans ambiguïté de la supériorité de la démarche critique scientifique, et non pas comme la mise à égalité des religions ». Il s'agit là pour elle d'une « laïcité authentique » et non d'une « laïcité dévoyée par l'extrême droite pour en faire une arme d'invisibilisation des musulman.e.s dans l'espace public ».
En 2004, AL a dénoncé la loi d'exclusion des lycéennes voilées, qui selon elle « méritait l'opposition de toutes les forces laïques et antiracistes », tout en affirmant que le foulard est « une institution patriarcale bien avant d'être une institution religieuse ».

### Questions internationales

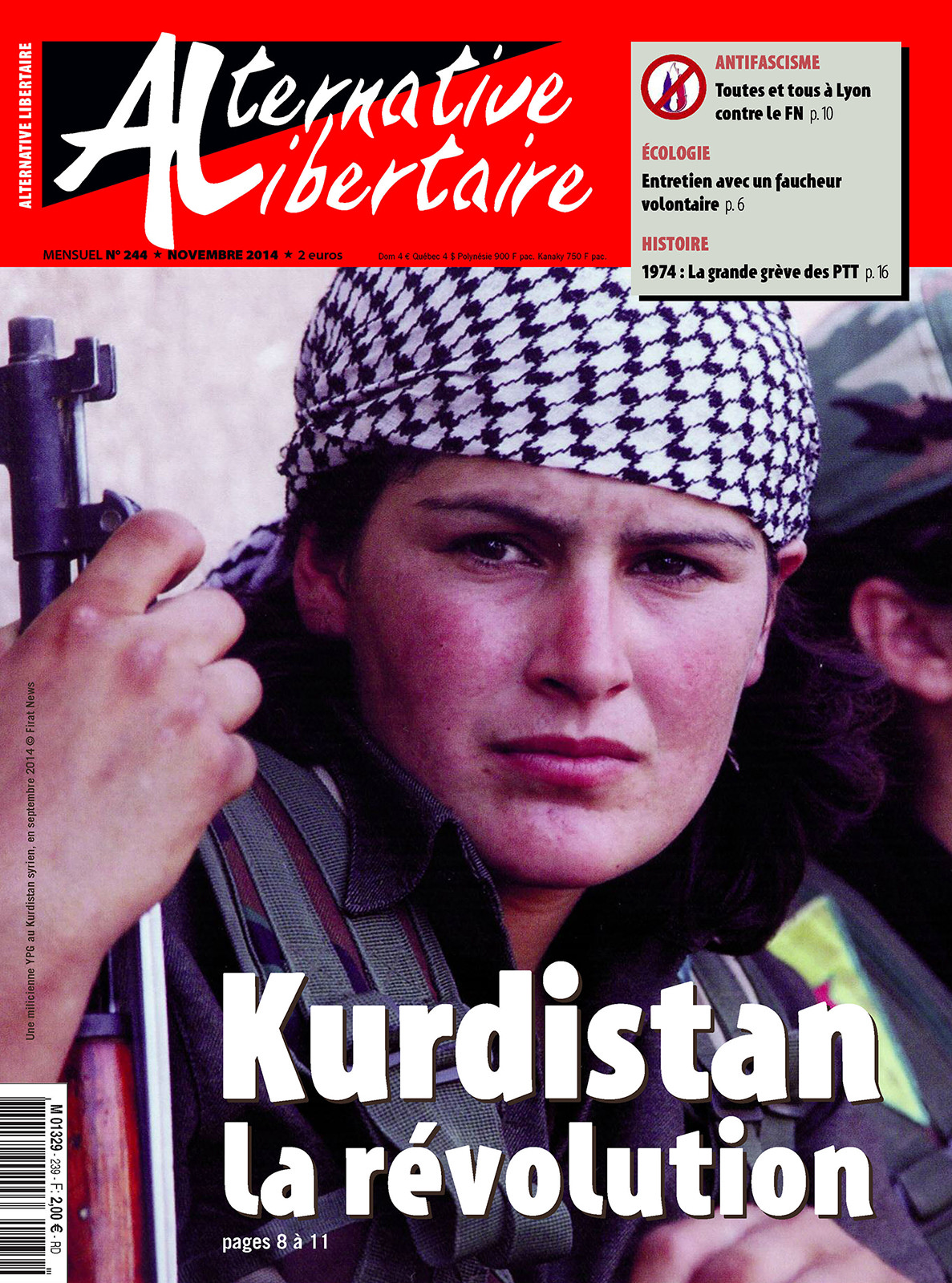
Mensuel Alternative libertaire de novembre 2014.

AL prône « l'abrogation des accords de libre-échange qui assurent l'impérialisme occidental et asiatique sur l'Afrique et la rivent au sous-développement », ainsi que l« 'abrogation de la soi-disant dette des pays anciennement colonisés et le remboursement par tous les pays développés des sommes indûment extorquées à ces pays (par exemple à Haïti par la France) ». L'organisation réclame également le « retrait des troupes étrangères qui occupent l'Afrique ou le Moyen-Orient, souvent sous des prétextes humanitaires ».
AL dénonce « la Françafrique » et l'organisation considère que l’État français pratique, à l'égard de ses anciennes colonies, « une politique de dépendance économique (dette, inégalité des échanges), militaire (présence de l'armée française en Afrique) et politique (pressions exercées sur les pouvoirs africains pour bénéficier notamment de leurs suffrages dans les institutions internationales ».
Aux Antilles, en Guyane, à la Réunion ou en Kanaky, elle soutient les « mobilisations sociales, teintées d'anticolonialisme voire d'indépendantisme » et les organisations qui y participent, « quelle que soit la voie nationale qui leur semble la plus appropriée : indépendantisme, autonomisme ou lutte pour l'égalité des droits et le développement économique ».
Sur la Palestine, AL soutient la lutte du peuple palestinien pour ses revendications historiques et estime que la constitution d'« un pays unique, laïque et démocratique, qui ne pourrait avoir pour nom « Israël » […] reste la seule solution politique à même d'assurer la paix et l'égalité », quitte à en passer par les étapes d'un « État palestinien » séparé et/ou d'une « fédération israélo-palestinienne ».
Sur le Chiapas, au Mexique, AL estime que la lutte menée par l'EZLN « avec des volontés internationalistes claires et des modes d'organisation de la lutte autogérés […] est l'exemple type des luttes d'émancipation que devraient soutenir et impulser, là où ils le peuvent, les communistes libertaires ».
Sur le Kurdistan, AL apporte son soutien critique à la gauche révolutionnaire kurde, vue comme « une des rares forces politiques à proposer, au Moyen-Orient, un projet de société socialiste, écologiste, antipatriarcal et, d'une certaine façon, laïc ». L'organisation soutient la révolution politique au Rojava et « réclame le retrait du PKK de la liste des organisations terroristes ».

## Controverses

### Sur l'antifascisme
En 2002, lorsque le Front national a, pour la première fois, accédé au second tour de l’élection présidentielle, le slogan d’AL « Pas une voix ouvrière pour le milliardaire Le Pen ; agissons pour que son score soit le plus bas possible » a été qualifié de « langue de bois » par le journal Courant alternatif et d’appel déguisé à voter Chirac.

### Sur l'Union européenne
En juin 2005, dans la revue Ni patrie ni frontières, Yves Coleman a reproché à AL d’avoir fait campagne en faveur du Non au référendum français sur le traité établissant une constitution pour l'Europe, participant de fait à une campagne nationaliste et conservatrice. Une réponse fut publiée dans le mensuel Courant alternatif.

### Sur le Kurdistan
En septembre 2016, dans une lettre ouverte, AL a accusé Patrice Franceschi de desservir la cause kurde « en allant la défendre sur Radio Courtoisie, et en l’associant aux intérêts impérialistes de l’Occident ». Celui-ci a répondu qu’il fallait « porter la cause des Kurdes absolument partout pour la décloisonner et l’élargir ».

## Commentaires
En 1996, Arianne Chemin écrivait, dans Le Monde : « Les libertaires d'AL sont très présents dans ces collectifs, disséminés dans toute la France, et dont les noms cinglent comme des gifles à la société capitaliste libérale : AC !, Droits devant !!, Droit au logement (DAL), RAP (Résistance à l'agression publicitaire), Ras l'front… ». À la même époque, Ivan Sainsaulieu expliquait : « les militants d'Alternative libertaire ont joué un rôle important dans la formation de SUD-Rail ». Quant à Denis Pingaud, il estimait que l'influence d'AL dans le mouvement social se jouait notamment « au sein de SUD-PTT », dans « la tendance « École émancipée » de la FSU » et, de façon « plus limitée, dans la gauche CFDT ».
Dans leur enquête sur l'extrême gauche, en 2000, Jean-Christophe Brochier et Hervé Delouche, en disaient : « Particularité de ce mouvement, en quelque sorte moderniste dans sa lecture de la réalité sociale, AL se nourrit de l’idée du dépassement des divisions et des anathèmes entre groupes et individus, longtemps terribles dans ce milieu ».
Une section est consacrée à Alternative libertaire dans le rapport des Renseignements généraux baptisé « Extrême gauche 2000 »,,.
Selon Isabelle Sommier et Xavier Crettiez, dans leur dictionnaire La France Rebelle, « AL se prononce pour une révolution par la « construction de contre-pouvoirs et la grève générale », ce qui la conduit à chercher à être présent sur tous les fronts de lutte : coordinations des années 1980, différents mouvements étudiants pour lesquels elle demande un salaire social, combat antimilitariste et pacifiste, antifascisme, etc. Favorable au rapprochement avec des organisations voisines, elle est souvent présente aux côtés des associations de "sans" et antiracistes ».
Selon Christophe Bourseiller, « La principale organisation anarchiste-communiste en France est aujourd'hui Alternative libertaire. Ce groupe, d'environ 300 membres, hérite d'une complexe généalogie, aux confins du marxisme et de l'anarchisme. Héritier indirect de la Fédération communiste libertaire de Georges Fontenis (1920-2010), il se distingue par son dynamisme, par son efficacité et par des prises de position qui rompent souvent avec l'anarchisme traditionnel. À bien des égards, Alternative libertaire n'est pas très éloigné des éléments du NPA les plus favorables au dépassement du léninisme. Il existe depuis longtemps des passerelles entre cette organisation communiste libertaire et les courants trotskistes modernistes ».

## Membres notables
Adhérents
- Alain Bihr
- Roger Bossière
- Henri Célié
- Guillaume Davranche
- Georges Fontenis
- Christian Mahieux
- Irène Pereira
- Michel Ravelli
- Serge Torrano
- Jacky Toublet
- Laurent Esquerre

## Publications
- Le Manifeste pour une Alternative libertaire.
- AL, Un projet de société communiste libertaire, Paris, Alternative libertaire, 2009, 159 p. (ISBN 978-2-914933-19-3).
- Théo Rival, Syndicalistes et libertaires. Une histoire de l’Union des travailleurs communistes libertaires (1974-1991), Éditions Alternative libertaire, 2013, notice Dissidences.